# Arama
Arama es un municipio español de la provincia de Guipúzcoa y la comunidad autónoma del País Vasco situado en la comarca de Goyerri y a 39 km de la capital provincial. San Sebastián. Su población en 2017 fue de 211 habitantes (INE).

## Toponimia
Arama es un topónimo de origen y significado desconocido. El topónimo parece poseer un sufijo -ama, que Koldo Mitxelena no consideraba de origen vasco y que aparece en otros topónimos vascos como Beizama, Lezama, Cegama o Ulzama. Para algunos de estos topónimos se admite un origen celta. Arama podría estar relacionado con otro topónimo como Aramayona.
Siempre se ha escrito como Arama y no existe diferenciación entre el nombre vasco y castellano del pueblo. 

## Geografía
Integrado en la comarca de Goyerri, se sitúa a 40 kilómetros de la capital donostiarra. El término municipal está atravesado por la Autovía del Norte N-I en el pK 423. 
El relieve del municipio, el más pequeño en extensión de Guipúzcoa, se conforma por el valle del río Oria y los montes que se alzan al sur y sureste del mismo. Por el oeste discurre el arroyo Zaldibar, que hace de límite con Ordizia. La altitud del territorio oscila entre los 400 metros, en la zona montañosa, al sureste, y los 140 metros a orillas del río Oria. El pueblo se encuentra a 163 metros sobre el nivel del mar. 
| Noroeste: Isasondo               | Norte: Isasondo | Noreste: Alzaga |
| Oeste: Villafranca de Ordicia    |                 | Este: Alzaga    |
| Suroeste: Villafranca de Ordicia | Sur: Zaldivia   | Sureste: Alzaga |

## Demografía
Arama cuenta con una población de 178 habitantes (INE 2024).
| Gráfica de evolución demográfica de Arama entre 1842 y 2021                                                         |
| |
| Población de derecho según los censos de población del INE Población de hecho según los censos de población del INE |

## Administración y política
| Partido político                    | 2015  | 2015       | 2011  | 2011       | 2007  | 2007       | 2003  | 2003       | 1999  | 1999       | 1995  | 1995       |
| Partido político                    | %     | Concejales | %     | Concejales | %     | Concejales | %     | Concejales | %     | Concejales | %     | Concejales |
| Aramako Herri Baztarra (AHB)        | 52,99 | 3          | 84,04 | 5          | 54,55 | 4          | 87,88 | 5          | 82,83 | 5          | 92,47 | 5          |
| Aramako Herritarrak (AH)            | 35,04 | 2          | —     | —          | —     | —          | —     | —          | —     | —          | —     | —          |
| Partido Popular del País Vasco (PP) | —     | —          | 2,75  | 0          | 0,07  | 0          | 1,01  | 0          | —     | —          | —     | —          |
| Arama Lantzen (AL)                  | —     | —          | —     | —          | 44,06 | 1          | —     | —          | —     | —          | —     | —          |

## Patrimonio

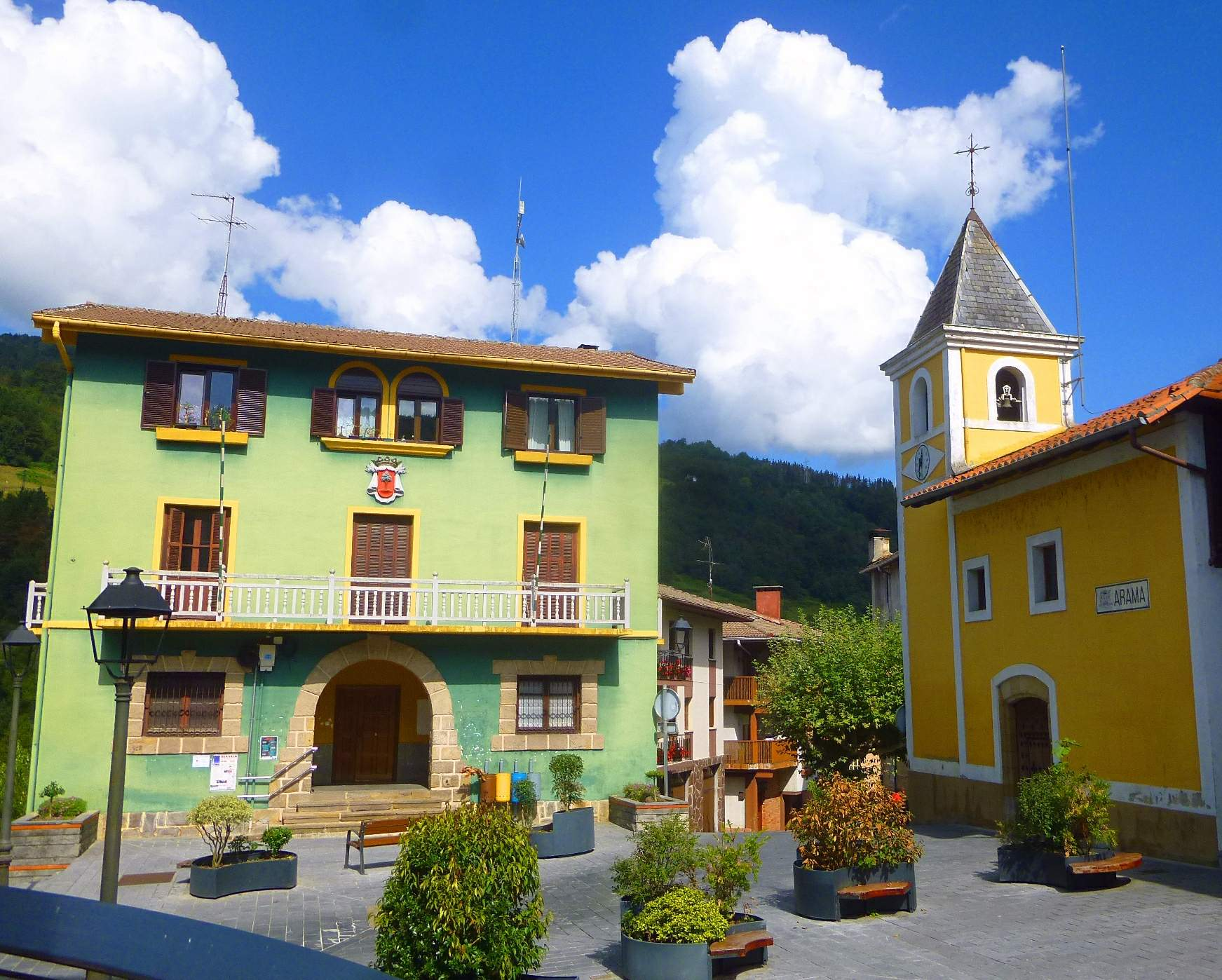
Iglesia de San Martín

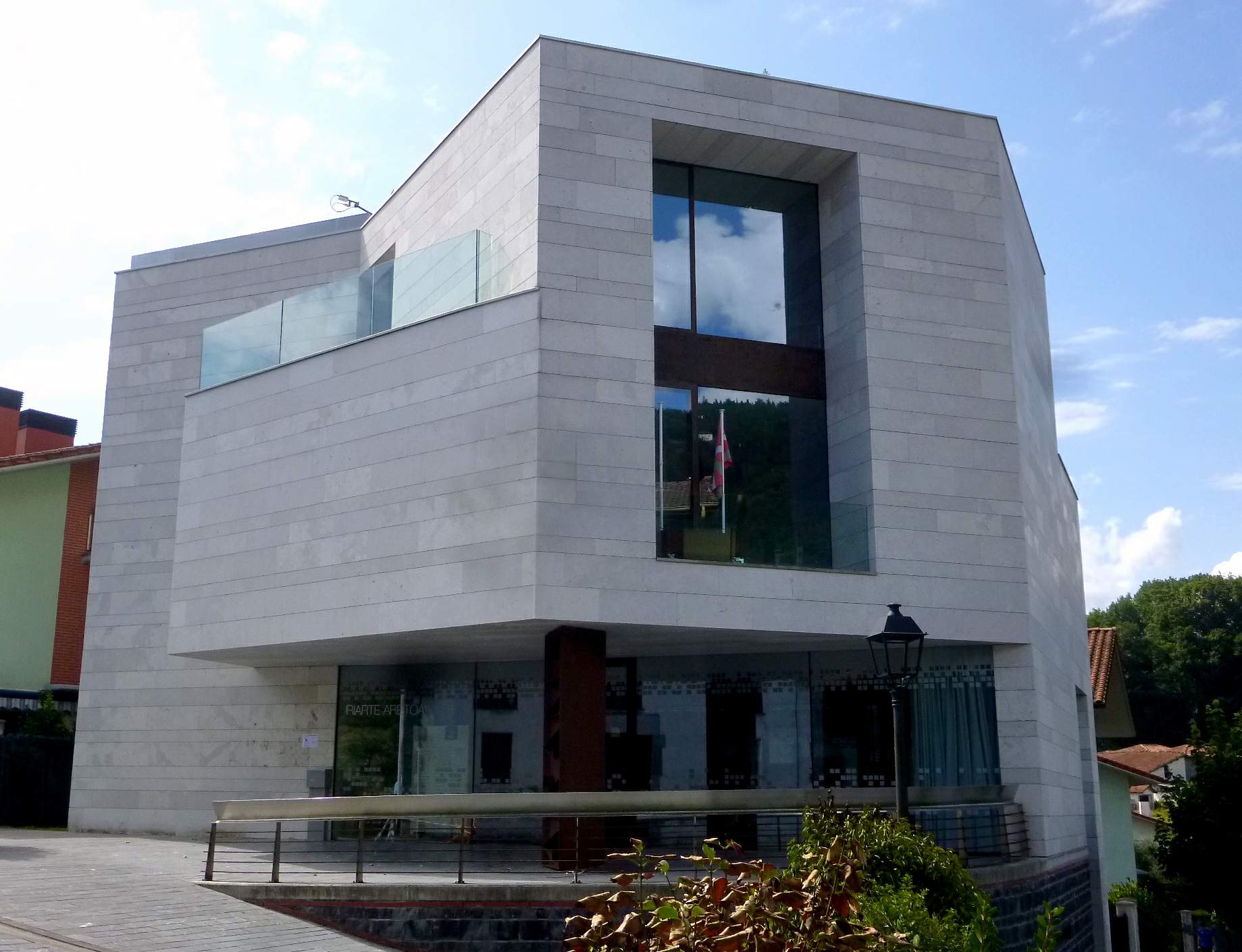
Ayuntamiento de Arama

Hay en la localidad una iglesia de San Martín.

## Personas destacadas
- Nekane Erauskin (1962): parlamentaria vasca por EHAK entre 2005 y 2009.
- Iker Irribarria (1996): pelotari de la especialidad de mano. Campeón del manomanista en 2016 y 2019, y del Parejas en 2017.